# Mechinal

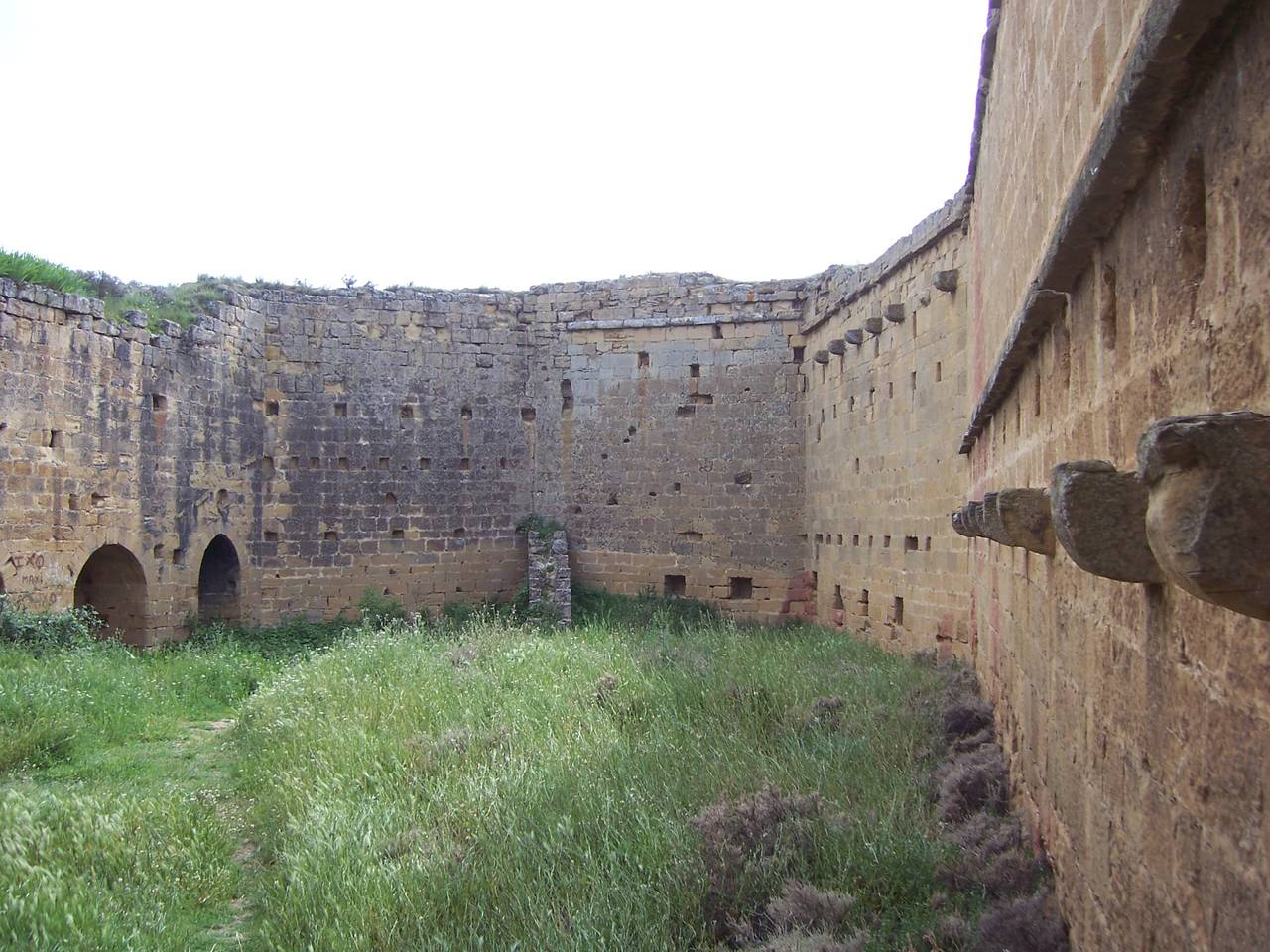
En la parte interior de la muralla del castillo de Davalillo (La Rioja) hay varias hileras de mechinales, ménsulas y rozas.

Un mechinal u opa[cita requerida] es, en construcción, un vano situado en una pared o muro que, cuando se levanta un edificio, sirve para introducir en él una viga de madera en horizontal para formar parte de un andamio (o cimbras). Una vez terminada la construcción, los restos del andamio son retirados, por lo que quedan solo los agujeros. En la mayoría de los casos, ante la dificultad de extraer toda la madera suelen quedar restos de la misma dentro de los mechinales. En los muros de los sótanos puede ser conveniente crear mechinales huecos que den salida al agua.
También se denominan mechinales los huecos que se dejan en un muro de contención a fin de que las aguas freáticas puedan salir por ellos, evitando una mayor presión horizontal sobre el muro.